# Veronika Smetanová
Veronika Smetanová (* 3. července 1993) je baskytaristka slovenské skupiny Horkýže Slíže. Pochází z Lovosic.
Hrála v české death metalové kapele Mean Messiah, která hrála jako předkapela Horkýže Slíže. Od února 2018 doplnila sestavu kapely, aby si mohl baskytarista a zpěvák Peter Hrivňák, zvaný ,,Kuko", ulehčit koncerty a více se soustředit na zpěv.
Pracuje jako realitní makléřka v NRG International Realty.